# Bromelia tubulosa
Espèce
Bromelia tubulosa est une espèce de plantes à fleurs de la famille des Bromeliaceae, présente dans les régions tropicales au Brésil et au Venezuela.

## Distribution
L'espèce est présente du sud du Venezuela au nord du Brésil.

## Description
L'espèce est hémicryptophyte.